# Xenophorarca
Xenophorarca is een geslacht van tweekleppigen uit de  familie van de Arcidae (arkschelpen).

## Soorten
- Xenophorarca irregularis (Hayami & Kase, 1993)
- Xenophorarca kauaiensis (Dall, Bartsch & Rehder, 1938)
- Xenophorarca tenuis (Hayami & Kase, 1993)
- Xenophorarca xenophoricola (Kuroda, 1929)